# Règle d'or de Fermi

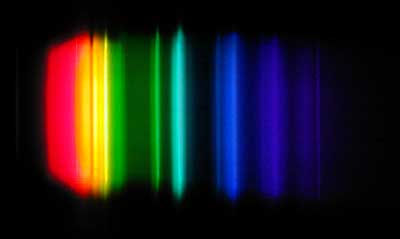
la règle d'or de Fermi explique la variation d'intensité des raies d'émission d'un spectre, ici celui du sodium.

En physique quantique, la règle d'or de Fermi est un moyen de calculer le taux de transition (probabilité de transition par unité de temps) à partir d'un état propre énergétique d'un système quantique vers un continuum d'états propres, par perturbation.
On considère que le système est initialement placé dans un état propre, {\displaystyle \scriptstyle |i\rangle }, d'un hamiltonien {\displaystyle \scriptstyle H_{0}}. On considère l'effet d'une perturbation {\displaystyle \scriptstyle H'}(pouvant être dépendant du temps). Si {\displaystyle \scriptstyle H'} est indépendant du temps, le système ne peut atteindre que les états du continuum ayant la même énergie que l'état initial. Si {\displaystyle \scriptstyle H'} est oscillant en fonction du temps avec une pulsation {\displaystyle \scriptstyle \omega }, la transition s'effectue vers un ou plusieurs états dont l'énergie diffère de celle de l'état initial de {\displaystyle \scriptstyle \hbar \omega }. Au premier ordre de perturbation, la probabilité de transition par unité de temps à partir de l'état {\displaystyle \scriptstyle |i\rangle }vers un ensemble d'états finaux {\displaystyle \scriptstyle |f\rangle } est donnée par :
{\displaystyle T_{i\rightarrow f}={\frac {2\pi }{\hbar }}\left|\langle f|H'|i\rangle \right|^{2}\rho ,}
où {\displaystyle \scriptstyle \rho } est la densité d'états finale (nombre d'états par unité d'énergie) et {\displaystyle \scriptstyle \langle f|H'|i\rangle } est l'élément de matrice (en notation bra-ket) de la perturbation  {\displaystyle \scriptstyle H'} entre les états final et initial. Le temps de vie moyen dans l'état excité est directement lié à cette probabilité de transition.
La règle d'or de Fermi est valide lorsque l'état initial n'a pas été suffisamment dépeuplé par transition vers les états finaux.
La manière la plus commune d'établir la relation est d'utiliser la théorie des perturbations dépendantes du temps en prenant la limite d'absorption avec l'hypothèse que le temps de mesure est très supérieur au temps nécessaire à la transition. Seule la valeur absolue de l'élément de matrice {\displaystyle \scriptstyle \langle f|H'|i\rangle } est prise en compte par la règle d'or de Fermi. Cependant, la phase de l'élément de matrice contient une information supplémentaire sur le processus de transition. Ce terme apparaît dans les expressions qui complètent la règle d'or dans l'approche semi-classique de l'équation de Boltzmann du transport électronique.
Bien que dénommée par le nom du physicien Enrico Fermi, l'essentiel du travail conduisant à la règle d'or a été effectué par Paul Dirac qui formula une équation quasiment identique, incluant les trois termes composant le taux de transition : une constante, l'élément de matrice de la perturbation entre état initial et final et la différence d'énergie. C'est Enrico Fermi qui la qualifia de « règle d'or no 2 » en raison de son utilité. (C'est donc un exemple illustrant la loi de Stigler...)